# Підсоколик австралійський
Підсоколик австралійський (Falco longipennis) — вид хижих птахів роду Сокіл (Falco) родини Соколові (Falconidae). Вид мешкає, в осносному, в Австралії, але відомі спостереження його на індонезійських островах, Тиморі та Новій Гвінеї.

## Опис
Це найменший австралійський хижий птах, тіло сягає 30-36 см завдовжки. Самиця більша за самця. Вид багато в чому нагадує сапсана, однак, набагато менший і має темніше оперення. На відміну від європейських кузенів є агресивнішим і сміливішим мисливцем.

## Спосіб життя
Він живе в рідколіссях, де має можливість швидко загнати інших птахів серед листя в польоті під час погоні. Вона характеризується здатністю пристосовуватися до мінливих умов і з'являється у міських районах в парках і садах, селах, а також серед заростей чагарників.
Днем полює на дрібних птахів, майже такого ж розміру, як вони і самі. Часто цей сокіл полює у сутінках на кажанів і великих комах.
У період розмноження використовує гнізда інших птахів (розташованих високо на деревах). Самка висиджує 2-4 яйця, в той час як самець полює.